# Língua pataxó
O pataxó é uma língua pertencente ao tronco linguístico macro-jê falada pelos pataxós.

## Vocabulário

### Wied (1826)
Vocabulário pataxó recolhido por Wied (a lista foi republicada, acrescida de três palavras, em von Martius (1863)):
Abreviaturas
- [M] - K.F.P. von Martius
- [CL] - Čestmír Loukotka

| Português                 | Pataxó             | Comentários                                          |
| ------------------------- | ------------------ | ---------------------------------------------------- |
| água                      | [M] tiäng          |                                                      |
| aldeia (muita gente]      | canan-patashi      |                                                      |
| amigo                     | itioy              |                                                      |
| anta                      | amachy             | (ch como em alemão)                                  |
| anzol                     | kutiam             |                                                      |
| arco                      | poitang            |                                                      |
| árvore                    | mniomipticajo      |                                                      |
| barriga                   | [M] etä            |                                                      |
| beija-flor                | petékétom          | [CL: (Erro, talvez sign.: dedo mínimo)]              |
| boi                       | juctan             |                                                      |
| bom (é)                   | nomaison           |                                                      |
| bom (não é)               | mayogená           |                                                      |
| braço (o)                 | agnipcaton         |                                                      |
| brilhar                   | niongnitochingá    |                                                      |
| cabeça                    | atpatoy            |                                                      |
| cabelo                    | epotoy             |                                                      |
| cama                      | miptschap          |                                                      |
| canoa                     | mibcoy             |                                                      |
| cantar                    | sumniatá           |                                                      |
| cão                       | koké               |                                                      |
| carne                     | uniin              |                                                      |
| cavalo                    | amaschep           | [CL: (= anta)]                                       |
| colo                      | [M] may            |                                                      |
| chifre                    | niotschokptschoi   |                                                      |
| comer                     | oknikenang         |                                                      |
| comprido                  | miptoy             |                                                      |
| correr                    | topakautschi       |                                                      |
| coxa                      | tschakepketon      |                                                      |
| criança                   | tschauam           |                                                      |
| cuia                      | totsá              |                                                      |
| curto                     | nionham-ketom      |                                                      |
| dedo                      | gnipektó           |                                                      |
| deus                      | niamissum          |                                                      |
| doente                    | aktschopetam       |                                                      |
| dormir                    | somnaymohon        |                                                      |
| espingarda                | khekui             | (e palatal)                                          |
| espinho                   | [CL] mihiam        |                                                      |
| faca                      | amanay             |                                                      |
| feder                     | niunghaschingá     |                                                      |
| fígado                    | akiopkanay         |                                                      |
| filho                     | nioaactschum       |                                                      |
| flecha                    | pohoy              |                                                      |
| fogo                      | [M] cöa            |                                                      |
| frio                      | nuptschaaptangmang |                                                      |
| galinha                   | [CL] txuktakako    |                                                      |
| gente                     | [M] patashi        |                                                      |
| gordura                   | tomaison           |                                                      |
| grande                    | nioketoiná         | [CL: também niip, ñip]                               |
| homem                     | nionnactim         |                                                      |
| inimigo                   | combater [?]       | [M: nionaikikepá]                                    |
| irmã                      | ehä                |                                                      |
| irmão                     | eketannay          |                                                      |
| lançar                    | [CL] txahá         |                                                      |
| longo                     | [M] miptoy         |                                                      |
| machado                   | cachü              | (ch como em alemão, ü como ö)                        |
| mãe                       | atön               | (ö entre ö e e)                                      |
| mandioca                  | cohom              |                                                      |
| menino                    | [M] tschauaum      |                                                      |
| meu                       | [CL] nio           |                                                      |
| milho                     | pastochon          |                                                      |
| moça                      | nactamanian        | [CL traduz por filha]                                |
| monte                     | egnetopne          | (e final breve)                                      |
| morder                    | kaangtschaha       |                                                      |
| morrer                    | noktschoon         |                                                      |
| muito                     | [M] canan          |                                                      |
| não                       | tapetapocpay       |                                                      |
| nariz                     | insicap            |                                                      |
| negro                     | tomeningná         |                                                      |
| noite                     | tomenieypetan      |                                                      |
| olho                      | anguá              |                                                      |
| ovo                       | petetiäng          |                                                      |
| paca                      | tschapá            |                                                      |
| paciência                 | niaistó            |                                                      |
| pedra                     | micay              |                                                      |
| peito                     | ekäp               | (pron. indist.)                                      |
| peixe                     | maham              |                                                      |
| pena                      | potoitan           |                                                      |
| pequeno                   | kenetketó          | [CL: (v. dedo, beija-flor. Erro, sign. dedo mínimo)] |
| perna                     | patá               |                                                      |
| pintar (a cores)          | noytanatschä       |                                                      |
| polegar                   | nüp-ketö           | [CL: (= dedo grande)]                                |
| porco                     | schaem             | (e como ü, palatal)                                  |
| preguiça (animal)         | gneüy              |                                                      |
| preguiçoso                | noktiokpetam       |                                                      |
| rã                        | mauá               |                                                      |
| rio                       | kekatá             |                                                      |
| sangue                    | enghäm             |                                                      |
| sim                       | han                |                                                      |
| sol                       | mayon              |                                                      |
| soprar                    | ekepohó            |                                                      |
| terra, chão               | aham               |                                                      |
| um, só                    | apetiäenam         |                                                      |
| unha (das mãos e dos pés) | nionmenan          |                                                      |
| velho                     | hitap              |                                                      |
| vem                       | nanä               | [CL traduz por venha!]                               |
| vermelho                  | eoató              | (eo separadamente)                                   |

### Loukotka (1939)
Vocabulário pataxó na versão técnica de Čestmír Loukotka (1939):
| Português      | Patašó (Pataxó)       | Comentários                                     |
| -------------- | --------------------- | ----------------------------------------------- |
| água           | tiäng                 |                                                 |
| aldeia         | kanan-pataši          | (muitas gentes)                                 |
| amigo          | itioy                 |                                                 |
| anta           | amaxü                 |                                                 |
| anzol          | kutiam                |                                                 |
| arco           | poitang               |                                                 |
| árvore         | mnio-mipti-kayo       |                                                 |
| assoprar       | ekepohó               |                                                 |
| barriga        | etö                   |                                                 |
| beija-flor     | peté-kéton            | (Erro, talvez sign.: dedo mínimo)               |
| boi            | yuktan                |                                                 |
| bom            | nomaison              | (isto é bom)                                    |
| braço          | añip-katon            |                                                 |
| brilhar        | nion-ñitxiná          |                                                 |
| cabaça         | totsá                 |                                                 |
| cabeça         | atpatoy               |                                                 |
| cabelo         | epotoy                |                                                 |
| cama           | mip-txap              |                                                 |
| canoa          | mib-koy               |                                                 |
| cantar         | sumniatá              |                                                 |
| cão            | kokö                  |                                                 |
| carne          | uniin                 |                                                 |
| cavalo         | amaxep                | (= anta)                                        |
| colo           | may                   |                                                 |
| comer          | ok                    |                                                 |
| nike           | nag                   |                                                 |
| corno          | nio-txokaptxoi        |                                                 |
| correr         | dopa-kantxi           |                                                 |
| coxa           | txakep-keton          |                                                 |
| curto          | nioñam-keton          |                                                 |
| dedo           | ñip-ketó              |                                                 |
| dedo polegar   | niip-ketó             | (= dedo grande)                                 |
| deus           | niamissum             |                                                 |
| doente         | aktxopetam            |                                                 |
| dormir         | somnay-mohon          |                                                 |
| espingarda     | kehekui               |                                                 |
| espinho        | mihiam                |                                                 |
| faca           | amanay                |                                                 |
| feder          | niung-haxingua        |                                                 |
| fígado         | akiop-kanay           |                                                 |
| filha          | nakta-manian          |                                                 |
| filho          | nio-aktxum            |                                                 |
| flecha         | pohoy                 |                                                 |
| fogo           | köa                   |                                                 |
| frio           | nuptxa-aptangmang     |                                                 |
| galinha        | txuktakako            |                                                 |
| gente          | pataxi                |                                                 |
| grande         | niip, ñip, nioketoiná |                                                 |
| graxa          | tomaison              |                                                 |
| homem          | nio-naktim            |                                                 |
| inimigo        | nio-naikipepá         |                                                 |
| irmã           | ehö                   |                                                 |
| irmão          | eketãnoy              |                                                 |
| isto é bom     | nomaison              |                                                 |
| isto não é bom | mayogená              |                                                 |
| lançar         | txahá                 |                                                 |
| longo          | mip-toy               |                                                 |
| machado        | kaxö                  |                                                 |
| mãe            | atön                  |                                                 |
| mandioca       | kohom                 |                                                 |
| menino         | txauaum               |                                                 |
| meu            | nio                   |                                                 |
| milho          | pastxon               |                                                 |
| monte          | eñetopne              |                                                 |
| morder         | kaang-txaha           |                                                 |
| morrer         | noktxoom              |                                                 |
| muito          | kanan                 |                                                 |
| não            | tapetapokpay          |                                                 |
| nariz          | insikap               |                                                 |
| negro          | tomeninñá             |                                                 |
| noite          | temeniey-petan        |                                                 |
| olho           | anguá                 |                                                 |
| ovo            | petetiöng             |                                                 |
| paciência      | niaistó               |                                                 |
| paca           | txapá                 |                                                 |
| pedro          | mikay                 |                                                 |
| peito          | eköp                  |                                                 |
| peixe          | maham                 |                                                 |
| pena           | potoitan              |                                                 |
| pequeno        | kenet-ketó            | (v. dedo, beija-flor. Erro, sign. dedo mínimo") |
| perna          | patá                  |                                                 |
| pintar         | noytantxö             |                                                 |
| porco          | xaöm                  |                                                 |
| preguiça       | ñeöy                  |                                                 |
| preguiçoso     | noktiok-petam         |                                                 |
| rã             | mauá                  |                                                 |
| rio            | kekatá                |                                                 |
| sangue         | enghöm                |                                                 |
| sim            | hã                    |                                                 |
| sol            | mayon                 |                                                 |
| terra          | aham                  |                                                 |
| um             | apetiönam             |                                                 |
| unha           | nion-menã             |                                                 |
| velho          | hitap                 |                                                 |
| venha!         | nanö                  |                                                 |
| vermelho       | eoató                 |                                                 |

Notas
Alguns erros de cópia e outras alterações em Loukotka
- ö por ä
- š por sh ou sch
- ã por an
- k por c